# Битка код Мактана
Битка код Мактана (27. априла 1521), сукоб између Магеланове експедиције и домородаца на малом филипинском острву Мактан, недалеко од острва Себу. Завршен је победом филипинских домородаца и Магелановом погибијом.

## Позадина
Након тромесечне пловидбе преко Тихог океана (прве у историји европског морепловства) и откривања Филипина у априлу 1521, Магеланова експедиција је веома пријатељски дочекана од владара острва Себу. Локални раџа спремно је признао врховну власт Шпанског краља и у једном дану осам стотина староседелаца је примило хришћанство. Магелан је желео да се суседни владари потчине овом који постао хришћанин, али одзив је био слаб. У одговор, Магелан је једне ноћи са својим чамцима извршио десант и спало једно село (по Пигафети, 20 или 30 кућа) од оних који нису хтели да се покоре.

## Битка
Десетак или дванаест дана након тога послао је наредбу у једно село око пола сата пловидбе (око 2 миље) од оног које је спалио, које се зове Мактан, а које је такође острво, да му одмах пошаљу данак: три козе, три свиње, три товара пиринча и три товара проса за намирнице за бродове. Одговорили су да ће му послати по два од сваког, и ако је задовољан овим, одмах ће се повиновати, ако не, може да чини шта му је воља. Пошто нису испунили оно што је тражио од њих, Магелан је наредио да се опреми три чамца са педесет или шездесет људи и кренуо је против Мактана, што је било 27. априла, ујутру. Пигафета наводи да је од 60 људи, 48 изашло на обалу са Магеланом, а 11 остало у чамцима. На обали су нашли много људи, којих би могло бити чак три или четири хиљаде, који су се борили са тако добром вољом да је Магалан тамо убијен, са шест или седам својих људи, и четворицом Филипинаца који су примили хришћанство. Становници Мактана изгубили су свега 15 људи.

## У популарној култури
Битка код Мактана је приказана у шпанским серијама Конквистадори: Авантура из 2017  и Без граница из 2022. године.